# Экология Волгограда
Экологическая ситуация в Волгограде — состояние и характеристики экосистемы города Волгограда.

## Различные виды загрязнений

### Загрязнение атмосферы

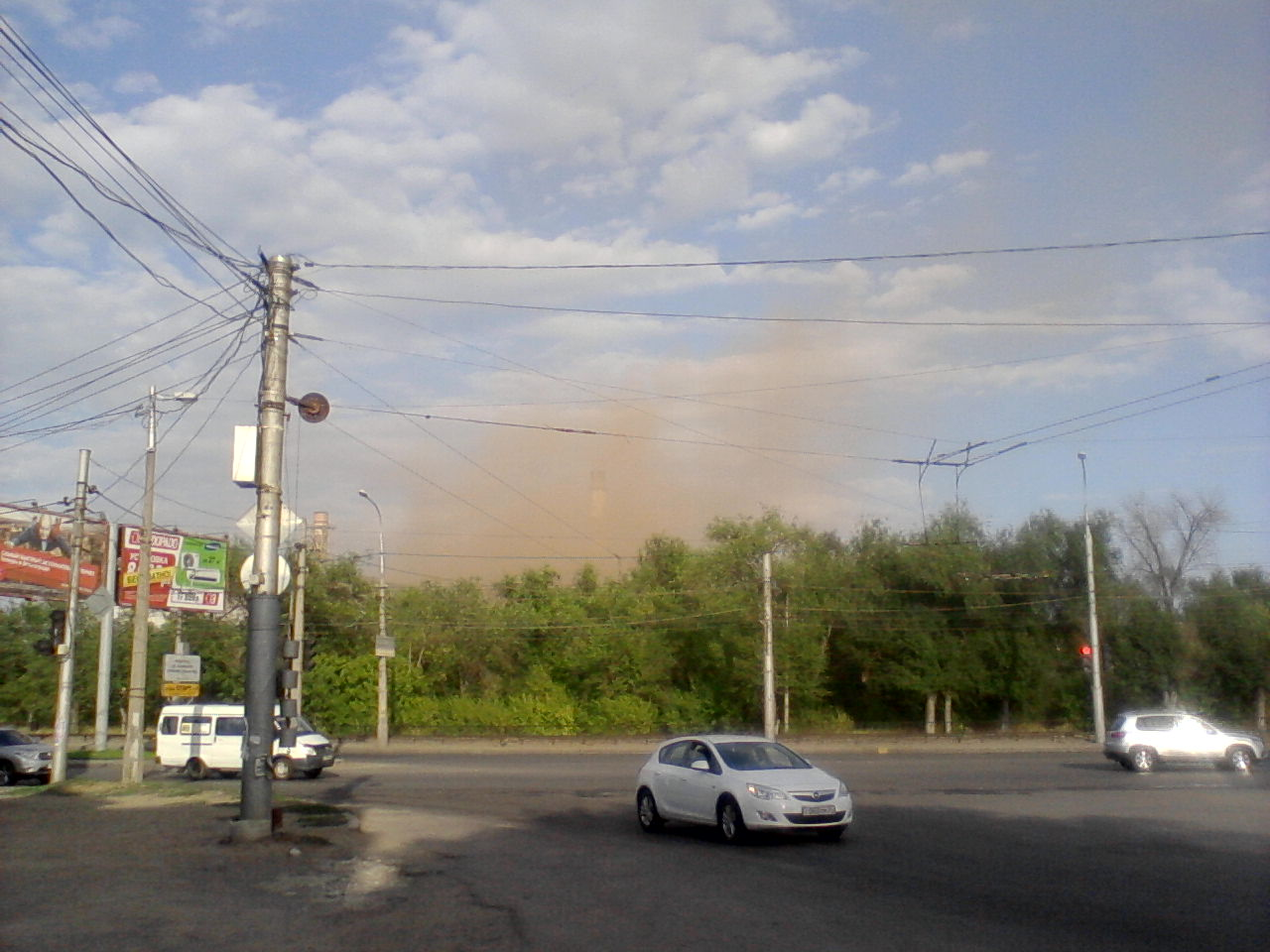
Выбросы завода «Красный Октябрь»

Основным загрязнителем атмосферы является автомобильный транспорт — 60-80 % выбросов. Среди объектов промышленности наибольшими выбросами характеризуются металлургия, химическая и топливная промышленность.
По состоянию воздушной среды город Волгоград входит в список городов России с высоким уровнем загрязнения атмосферного воздуха. Более половины выбросов приходится на самый южный, Красноармейский район. Наивысший индекс загрязнения наблюдается в Краснооктябрьском районе, чему способствует металлургический завод. В целом по городу наблюдается повышенное содержание оксидов азота, формальдегида, фенола.
Потенциально возможные источники загрязнения атмосферы в Волгограде: Астраханский газоперерабатывающий завод, Ростовская АЭС, промышленные предприятия Восточной Украины, Донбасса, солевые выносы из района Арала, пылевые массы из аридных районов Центральной и Средней Азии.

### Загрязнение вод
Индекс загрязнения воды в Волге варьируется от 1,36 до 2,04. Общий объём сброса сточных вод в Волгу за 2003 год составлял 155,115 млн м³. 98 % загрязнённых сточных вод поступает от объектов ЖКХ. Городские биологические очистные сооружения, через которые проходит основной объём сточных вод, располагаются на острове Голодном. Сточные воды, прошедшие очистку на этих сооружениях, превышают предельно допустимое содержание соединений азота, взвешенных веществ, меди, цинка, фторидов, фосфатов.

### Загрязнение почвы
Почвы на значительной территории города загрязнены. Заметная часть Волгограда и Волжского расположены на строительных и промышленных отвалах не редко представленных в качестве не рекультивированный хвостохранилищ, представляющих опасность для почвы и гидроресурсов городов и их окрестностей. Местами их толщина достигает 8 метров. Наличествуют также другие виды захламления и загрязнение почвы. Появившиеся в Волгограде и Волжском начиная с 1958 года строительные и промышленные отвалы по некоторым данным имели и политические причины: ими старались скрыть нечто нежелательное для какой-то политической ситуации, может, с их помощью, власти хотели скрыть ими от глаз простых людей, разного рода артефакты истории и географических особенностей Волгограда и Волжского, что вполне возможно и подходит под стратегию властей по отношению к Волгограду в целом. Возможно, причина их появления в таком не оправдано большом количестве, в жадности иногородних архитекторов и строителей, работавших в Сталинграде, Волгограде и Волжском в советское время, и их откровенное наплевательское и безалаберное отношения к Волгограду и Волгоградской области в целом. Пробовали, так же, на Сталинграде, затем и Волгограде и Волжском такие виды строительства многоэтажных зданий города с большим количеством строительных отвалов и применение пром. отвалов в архитектурном планирование города и его окрестностях, по прошествии не большого количества времени такой опыт назвали: «как строить категорически нельзя» и более его нигде никогда не применяли. Такое строительство было признано самым не подходящим во всех смыслах и был отменен для последующего примирения. По сути дела только Волгограде и Волжским иногородние архитекторы такой опыт опробовали, и более его нигде никто не применял.

### Световое загрязнение
Световое загрязнение может влиять на цикл роста некоторых растений. Уличные источники света является причиной гибели насекомых. Не до конца исследовано воздействие светового загрязнения на хронобиологию человеческого организма. Возможны отклонения в гормональном балансе, тесно связанном с воспринимаемым циклом дня и ночи. Из более очевидных последствий нужно отметить менее крепкий сон и, как следствие, быструю утомляемость.

### Шумовое загрязнение
Большая часть города находится в зоне акустического дискомфорта. Наибольший вклад в шумовое загрязнение Волгограда вносит транспорт.

### Радиоактивное загрязнение
По данным Комитета гражданской защиты населения Волгограда на территории города нет объектов, способных вызвать радиоактивное загрязнение окружающей среды.
При определённых метеоусловиях и в случае аварии на атомных станциях Южного и Приволжско-Уральского Федеральных округов, на территории Волгограда возможно выпадение радиоактивных осадков. Кроме того возможно загрязнение радиоактивными веществами реки Волга и Волгоградского водохранилища.

## Экология городской фауны

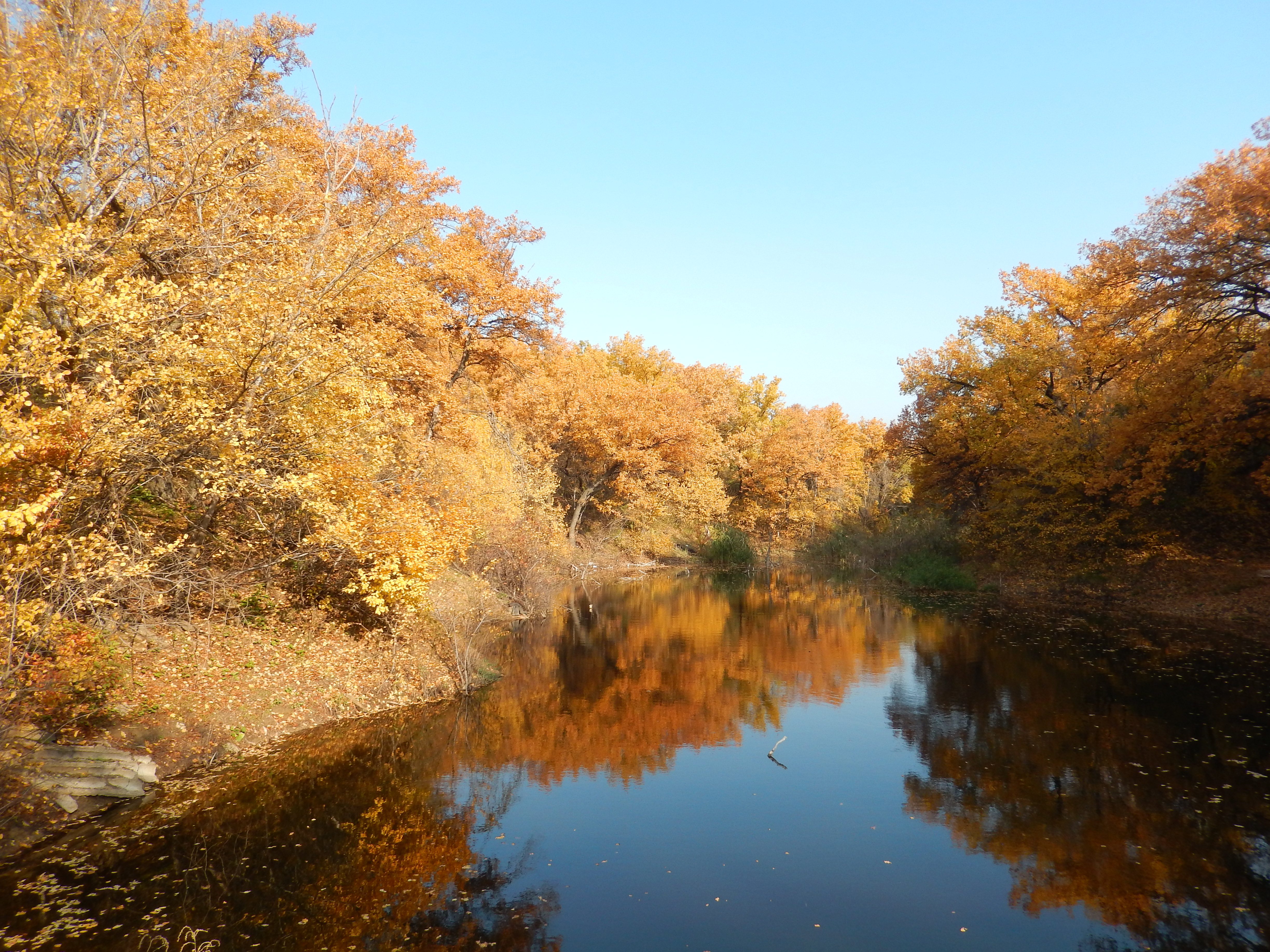
Дубовая роща в Тракторозаводском районе

Сложная экологическая обстановка отрицательно влияет также на численность и видовой состав животного мира Волгограда. Не меньшее негативное влияние на биоразнообразие и количественные характеристики фауны города оказывает недостаточность озеленения и видового разнообразия растений в составе зелёных зон. Из-за отсутствия специальных защитных устройств на линиях электропередач гибнут различные, в том числе редкие виды птиц.

### Редкие виды животных
Несмотря на тревожную экологическую обстановку на территории города можно встретить редкие виды животных, например, таких как филины или каспийский полоз.

### Бродячие животные
В городе многочисленны популяции бродячих кошек (Felis catus) и собак (Canis familiaris).

### Инвазионные виды
В 1999 году гребневик Mnemiopsis leidyi через Волго-Донской канал заселил Каспийское море. В результате было уничтожено 75 % зоопланктона, что сильно повлияло на пищевые цепочки моря. Его размножение привело к сокращению численности кильки на 60 %, что в свою очередь привело к сокращению популяции осетровых и каспийской нерпы. Также неправильное озеление привело к появлению опасных инвазивных видов, таких как клен ясенелистный, ясень американский, ясень пенсильванский по пойме и балкам в местах с отвалами опасно распространился.

## Особо охраняемые природные территории
На территории города расположены несколько ООПТ: Долина реки Царица, Зелёное кольцо Волгограда. На острове Сарпинский располагается ключевая орнитологическая территория площадью 10 гектар.

### Памятники природы Волгограда
- Чапурниковская балка — находится на стыке Красноармейского и Светлоярского районов. Объявлена памятником природы в 1974 году. На её территории находится уникальная дубрава.[16]
- Григорова балка — получила статус памятника природы в 1980 году. Расположена в Кировском и Советском районах Волгограда. На территории балки расположены массив байрачного леса и дубрава.[16]
- Шёнбруннские родники — признаны охраняемым объектом в 1975 году. Расположены в Красноармейском районе Волгограда[16].
- Ергенинский источник минеральных вод находится в Весёлой балке.

## Парки и сады
| Название парка                                   | Район             | Дата основания | Нынешнее состояние                  |
| Центральный парк культуры и отдыха + Парк «Баку» | Центральный       | 1960-е         | Используется по назначению          |
| Комсомольский сад                                | Центральный       | 1886           | Используется по назначению          |
| Мемориальный парк «Мамаев курган»                | Центральный       | 1950-е         | Используется по назначению          |
| Парк в пойме Царицы                              | Центральный       | ?              | Частично используется по назначению |
| Комсомольский парк                               | Трактозаводский   | 1930-е         | Заброшен                            |
| Парк Нижнего тракторного поселка                 | Трактозаводский   | 1930-е         | Заброшен                            |
| Парк имени Гагарина (ранее — Аэропортовский)     | Краснооктябрьский | 1930-е         | Используется по назначению          |
| поселок Нижние Баррикады                         | Краснооктябрьский | 1930-е         | Используется по назначению          |
| Детский городской парк «Сказка»                  | Ворошиловский     | ?              | Используется по назначению          |